# Nebfawre
Nebfawre, ook Neb-faw-Re, was een oud-Egyptische koning (farao) in de tweede tussenperiode. Hij geldt als vierde heerser van de 14e dynastie en regeerde in de 17e eeuw v.Chr.
In het Turijnse koningslijst wordt van zijn regeringsperiode melding gemaakt. Er wordt daar gesproken van een periode van een jaar, vijf maanden en vijftien dagen.

## Bron
- Narmer.pl